# Suhpalacsa pequena
Suhpalacsa pequena is een insect uit de familie van de vlinderhaften (Ascalaphidae), die tot de orde netvleugeligen (Neuroptera) behoort. 
Suhpalacsa pequena is voor het eerst wetenschappelijk beschreven door New in 1984.